# Эвзебий и Флорестан
Эвзебий (Eusebius) и Флорестан (Florestan) — субличности композитора Роберта Шумана (1810—1856). Флорестан олицетворял энергичность и творчество, Эвзебий — пессимизм, упаднические настроения, депрессивную окраску бытия. Эти персонажи появились, когда композитору был 21 год, и, как считают исследователи, были вдохновлены образами Вальта и Вульта Харниша — персонажей одного из романов Жана-Поля Рихтера. Имя «Флорестан» было, видимо, связано с именем героя оперы Бетховена «Фиделио»; Эвзебий предположительно был связан с образом святого Евсевия с картины Рафаэля. Флорестана и Эвзебия Роберт Шуман включил в воображаемое общество «Давидсбунд» (Давидово Братство, нем. Davidsbund), противостоящее филистерству, начётничеству, мещанству. Членами этого общества также являлись Людвиг ван Бетховен, Ференц Лист, Клара Вик и др. Образы Эвзебия и Флорестана нашли своё отражение в таких произведениях Шумана, как «Карнавал», «Бабочки», «Танцы давидсбюндлеров». В произведениях Шумана фа-диез (F) олицетворял Флорестана, ми-бемоль (E) — Эвзебия. Флорестан и Эвзебий также неоднократно фигурировали в критических статьях Шумана, где композитор высказывал свои мнения от имени этих персонажей.
По мнению ряда психиатров, Шуман страдал шизофренией (либо шизофреноподобным психозом), что нашло отражение и в формировании данных субличностей, отражавших грани его личности и композиторского таланта. Это также отражалось и на его дирижёрских способностях — он не мог адекватно себя вести, управлять оркестром по мере прогрессирования недуга. Флорестан и Эвзебий беседовали с больным композитором, существенно влияя на его настроение, самооценку. Так, Флорестан поддерживал его, позволяя ему верить в свою гениальность, Эвзебий же внушал ему упаднические настроения, безысходность… По мнению исследователей двадцатого и двадцать первого века психотические эпизоды у Шумана могли иметь место вследствие своевременно нелеченного приобретённого в молодости сифилиса (третичный сифилис).
Согласно другим исследователям, в том числе Дж. Черняк, формирование образов Эвзебия и Флорестана находилось в русле немецкой литературной традиции и было литературной игрой, вдохновлённой Жан-Полем Рихтером и его трактовкой образа двойника-«доппельгангера». Последним появлением Флорестана и Эвзебия в музыке Шумана оказалась пьеса «Венский карнавал»; после брака с Кларой Вик (1840) они, как отмечает Дж. Черняк, исчезают из его жизни: Шуман перестаёт подписывать их именами свои музыкальные и критические сочинения.